# 리스 프리제시
리스 프리제시(헝가리어: Riesz Frigyes, IPA: [ˈriːs ˈfriɟɛʃ], 프랑스어: Frédéric Riesz 프레데리크 리스[*], 독일어: Friedrich Riesz 프리드리히 리스[*], 1880년 1월 22일 ~ 1956년 2월 28일)는 헝가리의 수학자이다. 함수해석학에 공헌하였다.

## 생애
1880년 헝가리 죄르에서 태어났다. 1911년부터 1919년 사이 프란츠 요제프 대학교(헝가리어: Ferenc József Tudományegyetem)에서 교수로 있었고, 그 뒤 세게드 대학교(Szegedi Tudományegyetem)로 옮겼다. 동생 리스 머르첼 또한 유명한 수학자다.
리스는 독특한 강의 방식을 가지고 있었다. 리스는 조교와 조교수(헝가리어: docens)와 같이 등장해, 조교수는 강의록을 읽고 조교는 수식들을 칠판에 적었다. 리스 자신은 옆에서 조용히 앉아 있었고, 가끔 머리를 끄덕이는 게 전부였다고 한다.

## 같이 보기
- 리스 표현 정리
- 리스의 보조정리

## 참고 문헌
1. ↑  Wróblewski, Andrzej Kajetan (2008년 9월). “Czyściec, niebo i piekło”. 《Wiedza i Życie》 (폴란드어): 65.

- Gray, J. D. (1984). “The shaping of the Riesz representation theorem: a chapter in the history of analysis”. 《Archive for History in the Exact Sciences》 (영어) 31 (2): 127–187. doi:10.1007/BF00348293. ISSN 0003-9519.